# Chłopy
Chłopy (deutsch Bauerhufen) ist ein Stranddörfchen in der Stadt-und-Land-Gemeinde Mielno (Großmöllen) im Powiat Koszaliński (Landkreis Köslin) der polnischen Woiwodschaft Westpommern.

Bauerhufen an der Ostseeküste, nordwestlich der Stadt Köslin (linke Bildhälfte) und nordöstlich der Hafenstadt Kolberg (linker Bildrand), auf einer Landkarte von 1910

## Geographische Lage
Das Dorf liegt nordwestlich von Koszalin (Köslin) unmittelbar an der Ostsee in Hinterpommern. Nachbarorte sind Sarbinowo (Sorenbohm) im Westen, Mielno (Großmöllen) im Osten und Kazimierz (Kasimirsburg) im Süden. Am östlichen Ortsausgang markiert ein großer Felsstein den Verlauf des 16. Längengrades.
|  |

## Geschichte

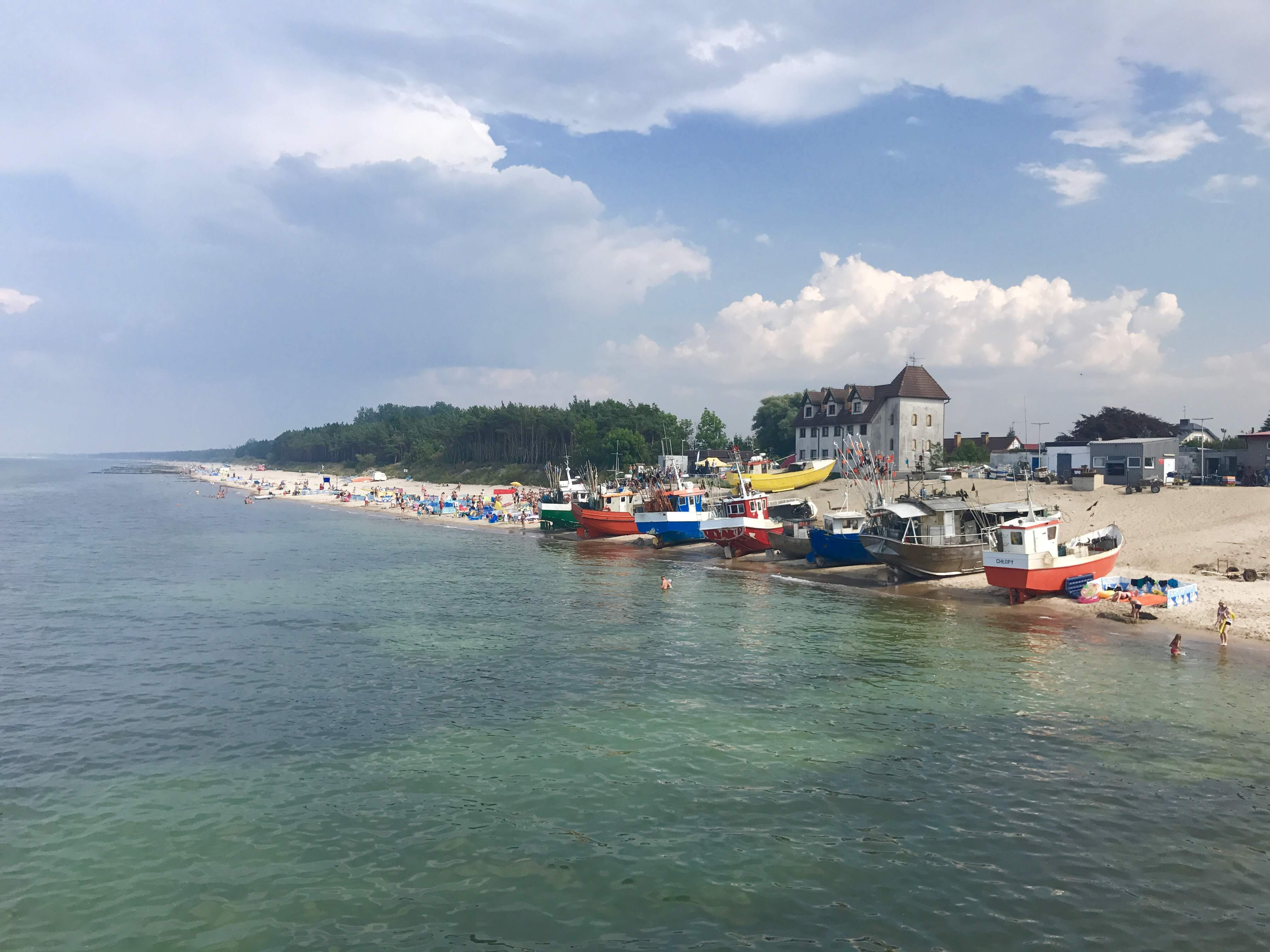
Fischer am Strand

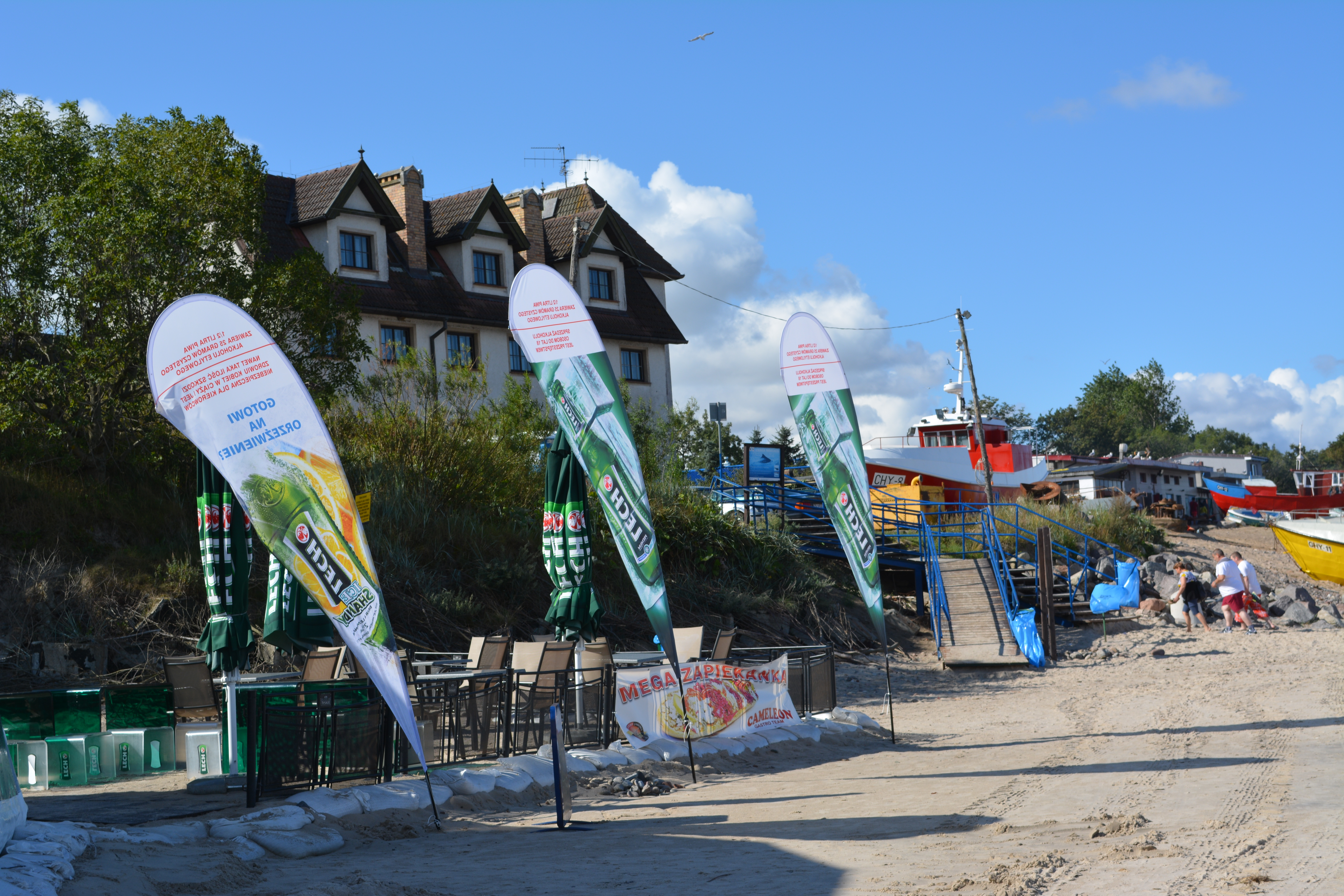
Häuserreihe am Strand

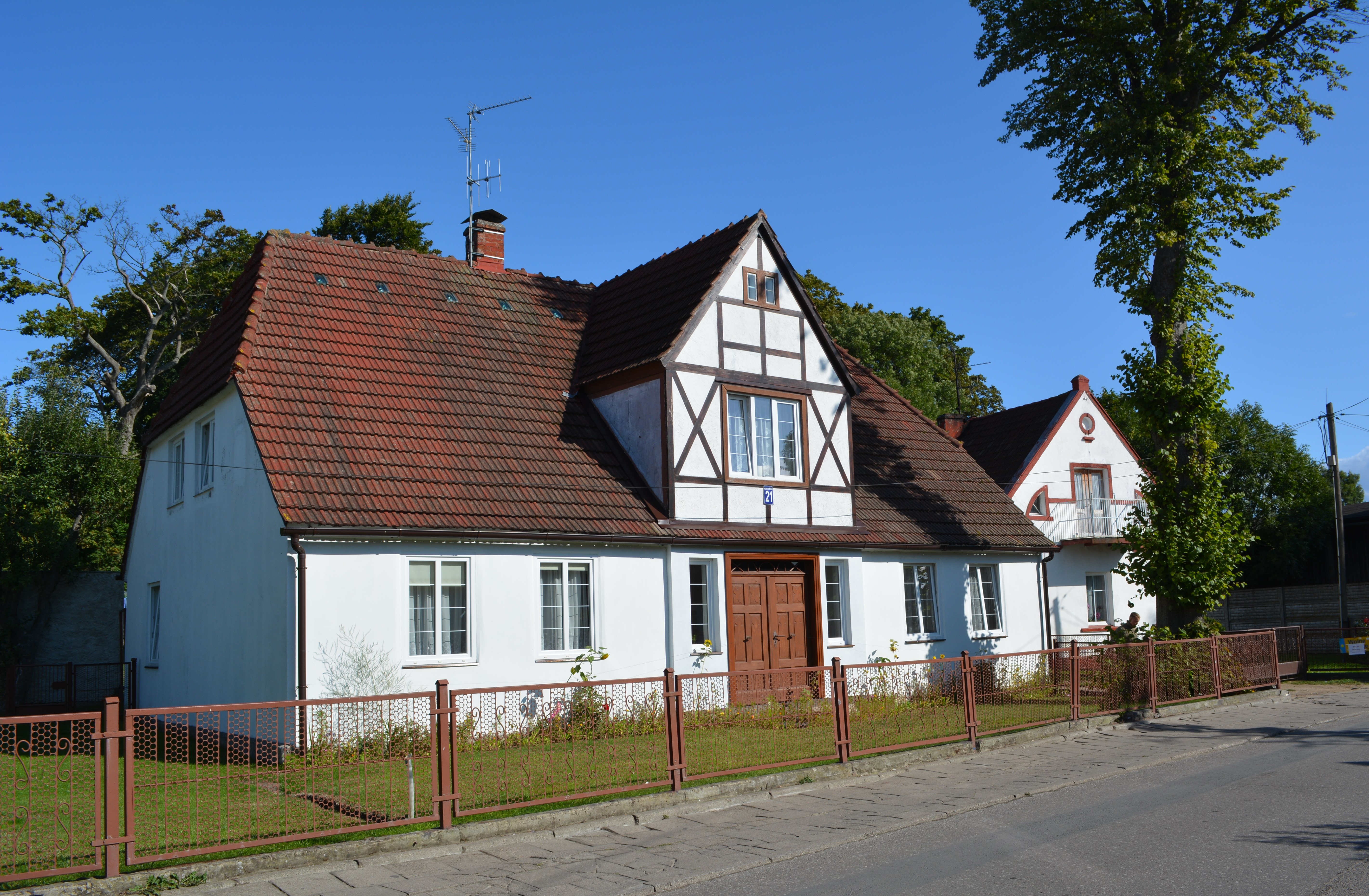
Fachwerkhaus

Bauerhufen war ursprünglich ein kleines Fischerdorf, in dem es ein Wirtshaus gab. Im Jahr 1784 wurden in Bauerhufen 15 Feuerstellen (Haushalte) gezählt. Nur vier der Einwohner, darunter der Schulze und der Wirtshausbesitzer, verfügten über kleine landwirtschaftlich nutzbare Anbauflächen. 11 der Haushalte gehörten zu Fischern, die kein eigenes Land besaßen. Der Ort entwickelte sich im 19. Jahrhundert zu einem kleinen Seebad mit einer bescheidenen Infrastruktur. Während der Badesaison verkehrte von Mitte Juli bis Ende August zwischen Köslin, Großmöllen und Bauerhufen eine viersitzige Postkutsche.
1923 gab es in Bauerhufen einen Gasthof am Strand mit 30 Zimmern (Strandschloss) und eine Pension sowie Fremdenzimmer in Privathäusern, und im Sommer logierten am Ort etwa 400 Badegäste.
Im Jahr 1945 gehörte Bauerhufen zum Landkreis Köslin im Regierungsbezirk Köslin der preußischen Provinz Pommern des Deutschen Reichs.
Gegen Ende des Zweiten Weltkriegs wurde die Region im Frühjahr 1945 von der Roten Armee besetzt. Mit dem Kriegsende wurde das Dorf, wie ganz Hinterpommern, durch das Potsdamer Abkommen verwaltungstechnisch der Volksrepublik Polen unterstellt. Es begann nun die Zuwanderung polnischer Zivilisten. Bauerhufen erhielt den polnischen Ortsnamen Chłopy. In der Folgezeit führte die kommunistische  polnische Administration die „wilde“ Vertreibung der Alteinwohner aus Bauerhufen durch.
In der Nachkriegszeit wurde eine Reihe örtlicher Fischerhäuser im Fachwerkstil aus dem 19. Jahrhundert in das polnische Denkmalregister aufgenommen.

### Demographie
| Jahr | Einwohner | Anmerkungen                                                                                               |
| ---- | --------- | --- |
| 1818 | 105       | davon 43 auf dem Rittergut und 62 Einwohner im königlichen Dorf                                           |
| 1861 | 191       | in 34 Häusern                                                                                             |
| 1864 | 198       | am 3. Dezember, im adligen Gemeindebezirk und Amtsdorf zusammen, auf einer Fläche von 485 bzw. 136 Morgen |
| 1867 | 169       | am 3. Dezember, davon 99 im adligen Gemeindebezirk und 70 im Amtsdorf                                     |
| 1871 | 173       | am 1. Dezember, davon 92 im adligen Gemeindebezirk und 81 im Amtsdorf, sämtlich Evangelische              |
| 1908 | 180       | 518 Badegäste.                                                                                            |
| 1910 | 151       | am 1. Dezember, davon 93 im adligen Gemeindebezirk und 58 im Dorf                                         |
| 1923 | 180       | 400 Badegäste.                                                                                            |
| 1925 | 185       | darunter 174 Evangelische und ein Katholik                                                                |
| 1933 | 169       | [ 14 ] |
| 1939 | 172       | [ 14 ] |

| Jahr | Einwohner | Anmerkungen |
| ---- | --------- | ----------- |
| 2010 | 254       | [ 1 ]       |